# Aulacoderus cecileae
Aulacoderus cecileae es una especie de coleóptero de la familia Anthicidae.

## Distribución geográfica
Habita en Botsuana.